# 三原健一
三原 健一（みはら けんいち、1950年 - ）は、日本の言語学者、大阪大学大学院教授。理論言語学だけでなく、カントリー音楽（ブルーグラス）への造詣も深い。

## プロフィール

### 学歴
- 大阪外国語大学外国語学部イスパニア語学科卒業
- 大阪外国語大学大学院英語学専攻修士課程修了
- フルブライト研究員として、マサチューセッツ大学アマースト校へ研究留学
- 2005年東北大学博士

### 職歴
- 富山大学、大阪外国語大学を経て、大阪大学大学院教授

### 受賞
- 三原　健一 (2004) 『アスペクト解釈と統語現象.』 松柏社により、市川賞(2005)受賞。

### 研究分野
- 理論言語学